# Cysteina
Cysteina (skrót: Cys lub C) – organiczny związek chemiczny z grupy endogennych aminokwasów kodowanych, wchodzi w skład wielu białek. Wraz z homocysteiną i metioniną tworzy grupę aminokwasów siarkowych (cysteina jest najprostszym z nich).

## Budowa cząsteczki
Cząsteczka cysteiny zawiera grupę tiolową (–SH), dzięki której jest zdolna do tworzenia mostków disiarczkowych – jednego z czynników wpływających na trzeciorzędową strukturę białek. Obecność grupy tiolowej przy trzecim atomie węgla (β) ma wpływ na konfigurację absolutną centrum stereogenicznego cząsteczki, które przyjmuje konfigurację R dla naturalnie występującego izomeru szeregu L. Cysteina jest jedynym spośród 20 naturalnie występujących L-aminokwasów białkowych o konfiguracji absolutnej R atomu węgla α. Pozostałe aminokwasy białkowe mają konfigurację S na tym atomie węgla.

## Występowanie
Cysteina występuje głównie w białkach zbóż oraz kukurydzy.

## Biosynteza
Aminokwas ten powstaje w reakcji transsulfurylacji (przeniesienia atomu) siarki z metioniny na serynę z udziałem cząsteczki ATP.

## Właściwości
W produktach żywnościowych cysteina i metionina mogą się utleniać do sulfoksydu i sulfonu metioniny oraz do kwasu cysteinowego (tj. 3-sulfoalaniny).
Formą utlenioną cysteiny jest cystyna.

## Znaczenie biologiczne
Cysteina po dekarboksylacji jako cysteamina znajduje się w koenzymie A, a jej grupa tiolowa jest grupą czynną tego koenzymu, biorącego udział w wielu reakcjach, m.in. w przenoszeniu dwuwęglowych grup acylowych, w biosyntezie kwasów tłuszczowych, a także licznych estrów i amidów oraz w przemianach katabolicznych.
Cysteina wchodzi w skład tripeptydu glutationu (γ-glutamylo-cysteinylo-glicyny), w którym jej grupa tiolowa jest grupą czynną w reakcjach redoks. Utlenienie i dekarboksylacja cysteiny prowadzi do powstania tauryny wchodzącej w skład soli kwasów żółciowych.

## Zastosowanie
Dostosowanie zawartości aminokwasów niezbędnych w dawce do zapotrzebowania (zbilansowanie aminokwasów) dotyczy zazwyczaj czterech z nich: lizyny, metioniny (lub metioniny + cysteiny), treoniny i tryptofanu. Niedostateczną ilość jednego lub paru z tych aminokwasów w paszy dla zwierząt hodowlanych uzupełnia się, podwyższając poziom białka lub dodając preparaty aminokwasów krystalicznych (czystych).
Polskie normy żywienia świń zalecają stosunek lizyny do metioniny z cysteiną, treoniny i do tryptofanu jak 100:60:62:18. W żywieniu trzody chlewnej w Stanach Zjednoczonych zalecany stosunek tych aminokwasów wynosi odpowiednio: 100:57:66:18 (NRC, 1998, żywienie do woli).
Jej pochodna N-acetylocysteina jest wykorzystywana w medycynie przy zatruciach paracetamolem i jako środek mukolityczny (ułatwiający odkrztuszanie) np. w mukowiscydozie albo rozedmie.